# 7. Panzerdivision (Bundeswehr)
Die 7. Panzerdivision (auch: Westfälische Panzerdivision) war ein Großverband des Heeres der Bundeswehr mit langjährigem Sitz des Stabs in Lippstadt und Unna, zuletzt in Düsseldorf. Sie galt bis zu ihrer Auflösung im Jahr 2006 als „Rückgrat des Deutschen Heeres“ oder auch „Speerspitze des deutschen Heeres“. Die meisten Waffensysteme fanden hier ihre Truppeneinführung. Viele Inspekteure des Heeres waren vormalige Divisionskommandeure der 7. Panzerdivision. Der letzte Kommandeur war Wolf-Joachim Clauß.

## Geschichte

### Aufstellung 1958
Die Division wurde am 1. August 1958 (Heeresstruktur I) mit dem Aufstellungsbefehl Nr. 126 (Heer) des Bundesministers der Verteidigung Franz Josef Strauß vom 1. Juli 1959 im Lager Lipperbruch bei Lippstadt durch Personalabgaben des III. Korps und unter Führung des Chef des Stabes Oberstleutnant Hans-Joachim von Hopffgarten als letzte der großen Felddivisionen des Heeres aus mehreren Panzerkampfgruppen aufgestellt. Sie war zunächst in der Konsolidierungsphase dem III. Korps und im Verteidigungsfall dem I. Korps unterstellt und nahm die vorhergesehene Heeresstruktur 1 nie einsatzfähig ein, da sie bereits Ende 1958 in die Heeresstruktur 2 umgegliedert wurde. Stellvertretender Divisionskommandeur wurde Oberst Freiherr von Canstein; die Stelle des Divisionskommandeurs war bis Februar 1959 noch vakant.
Zu Beginn verfügte die Division über die aus der 3. Panzerdivision herausgelöste Panzerkampftruppe C III in Unna und einigen Truppenteilen in Augustdorf als Grundstein für die Panzerbrigade 21. Neu aufgestellt wurde das Panzerartilleriebataillon 215, das Panzergrenadierbataillon 212 und das aus diesem durch Teilung hervorgegangene Panzerbataillon 214. In Hemer entstanden durch Herauslösung aus anderen Divisionen der Standort für das Panzerbataillon 204 und das Panzergrenadierbataillon 203 sowie eine künftige Panzerbrigade 20. Die Aufstellung einer Panzergrenadierbrigade 19 in Handorf bei Münster und Ahlen verzögerte sich und es waren nur einige Kompanien vorhanden, da die Kasernenbauten erst fertiggestellt werden mussten. Am 1. April 1959 erfolgte dann die Aufstellung der Brigade in Ahlen.

### Heeresstruktur II „Massive Vergeltung“ 1958 bis 1967
Da die Aufstellung der Panzerbrigade 20 sich ebenso weiterhin verzögerte, erfolgte am 1. Oktober 1958 die Umbenennung in 7. Division und mit Wirkung vom 16. März 1959 die Umbenennung in 7. Panzergrenadierdivision. Damit einhergehend wechselte der Standort des Stabes der Division von Lippstadt nach Unna in die Hellweg-Kaserne.
Am 1. Dezember 1958 erfolgte ein Unterstellungswechsel zum III. Korps. Zu diesem Zeitpunkt unterstanden dem Großverband neben den Divisionstruppen, die Panzerbrigade 19 und Panzerbrigade 21 (vormals Panzerkampfgruppe C III Unna unter Kommando der 3. Panzerdivision).
Übersicht der ab 1959 aufgestellten Einheiten, die der 7. Panzerdivision unterstellt waren:
- 1. Februar 1959 Aufstellung Sanitätsbataillon 7 in Unna und im Juni 1960 Verlegung nach Hamm.
- 1. April 1959 Aufstellung der Panzergrenadierbrigade 19 in Ahlen.
- 15. Januar 1960 Aufstellung des Flugabwehrbataillons 7 in Unna, danach Umzug in die Lützow-Kaserne nach Münster-Handorf. Im April 1961 wurde die Flugabwehr-Batterie 190 und im September 1962 die Flugabwehr-Batterie 210 eingegliedert.
- 15. Januar 1960 erfolgte in Augustdorf die Umbenennung des Panzeraufklärungslehrbataillons in Panzeraufklärungsbataillon 7.
- 2. Juli 1960 Aufstellung des Artillerieregiment 7 in der Westfalen-Kaserne in Ahlen, ab 1966 in Dülmen.
- 17. November 1960 Aufstellung der Heeresfliegerstaffel 7 in Rheine-Bentlage, Aufnahme des Flugbetriebs ab Juni 1961.
- 17. November 1960 Aufstellung des Pionierbataillons 7 in Höxter.
- 1. Januar 1961 Unterstellung des Heeresmusikkorps 12 der Division, zuvor bereits im Dezember 1955 als erstes Musikkorps der Bundeswehr in Andernach gebildet worden. Am 1. April 1964 erfolgte die Umbenennung in Heeresmusikkorps 7.
- 1. April 1961 Aufstellung der ABC-Abwehrkompanie 7 in Höxter.

Am 10. November 1962 erfolgte die Zuordnung der 7. Panzergrenadierdivision zusammen mit der 10. und 11. Panzergrenadierdivision zur NATO. Darin begründen sich auch die Verbindungen zur 1. britischen Panzerdivision (1st Armoured Division) und der 10. Polnischen Panzerkavalleriebrigade seit den 1990er Jahren. Am 1. April 1964 wurde unterdessen die Panzergrenadierbrigade 20, später Panzerbrigade 20 in Hemer neu aufgestellt und kam als dritte Brigade unter das Kommando der Division. Die Aufstellung der 7. Panzergrenadierdivision in der Heeresstruktur 2 war damit abgeschlossen und bildete organisatorisch kleine bewegliche Verbände, die sich aus verschiedenen Waffengattungen zusammensetzten und zu einer selbständigen Gefechtsführung über mehrere Tage in der Lage war.

### Heeresstruktur III „Flexible Response“ 1967 bis 1980
1967 nahm die 7. Panzergrenadierdivision an den Gefechtsübungen Panthersprung des II. Korps in Hessen und Hermelin II des I. Korps in Niedersachsen teil.
Die Panzerbrigade 20 wurde im Zuge eines Strukturversuchs 1970 zum Panzerregiment 100 umgegliedert, das direkt dem I. Korps (Münster) unterstand, erhielt aber 1975 ihre ursprüngliche Gliederung zurück und gliederte wieder in die Division ein.
Das im März 1959 in Ahlen aufgestellte Versorgungsbataillon 196 wurde in der neuen Heeresstruktur 3 am 1. April 1973 in Versorgungsbataillon 7 umbenannt und direkt der Division unterstellt; hinzu kam das Korps-Instandsetzungsbataillon in Unna-Königsborn als Instandsetzungsbataillon 7 am 1. Januar 1974 zur 7. Panzergrenadierdivision.
1972 wurde die 7. Panzergrenadierdivision vom III. Korps in Koblenz nunmehr dem Kommando des I. Korps in Münster unterstellt.
1973 erfolgte die Teilnahme der Division an dem NATO-Militärmanövern WINTEX 73 und der britischen Übung Sankt Martin.
Im Sommer 1976 leisteten 1700 Soldaten mit 757 Transportfahrzeugen Hilfeleistungen zur Behebung von Dürreschäden im Siegerland und Sauerland.
Im September 1976 erfolgte im Schlosspark Nordkirchen ein feierliches Gelöbnis mit Aufführung eines Großen Zapfenstreichs und der Übergabe der Fahnen des ehemaligen VII. Armee-Korps an die Verbände der 7. Panzergrenadierdivision.

### Heeresstruktur IV „Flexible Response“ 1980 bis 1990
In der Heeresstruktur 4 wurde die 7. Panzergrenadierdivision am 1. Oktober 1980 wieder in die 7. Panzerdivision umbenannt und umfasste 1983 rund 18.000 Soldaten und 550 zivile Mitarbeiter. Sie wuchs damit zu ihrer größten Personalstärke auf und war einer der wichtigsten Tragpfeiler der NATO-Heeresgruppe-Nord (Northern Army Group, NORTHAG) in Mitteleuropa. Besonders während der Zeit der Flexible-Response-Strategie war die 7. Panzerdivision der Hauptgarant für die Sicherheit des strategisch wichtigen Nordrhein-Westfalen und das Halten der Kräfte des Warschauer Paktes vor der Rhein-Linie. Dies wurde als Hauptaufgabe der Bundeswehr allgemein gesehen, um den verbündeten Streitkräften (insbesondere Briten, Franzosen und Amerikanern) die Zeit zu geben sich entlang des Rheins zu formieren.
Mehrere Bataillone der Division nahmen auch an Übungen in Shilo in Kanada und in Castlemartin in Großbritannien teil.
Im Jahr 1980 unterstanden der 7. Panzerdivision:
- die Stabskompanie in Unna
- die Panzergrenadierbrigade 19 in Ahlen und Münster-Handorf
  - das Panzergrenadierbataillon 191 (gem.)
  - das Panzergrenadierbataillon 192 in Ahlen
  - das Panzergrenadierbataillon 193 in Münster-Handorf
  - das Panzerbataillon 194 in Münster-Handorf
  - das Panzerartilleriebataillon 195 Münster-Handorf
  - die Panzerpionierkompanie 190 in Ahlen
  - die Panzerjägerkompanie 190 in Münster-Handorf
  - die Nachschubkompanie 190 in Ahlen
  - die Instandsetzungskompanie 190 in Münster-Handorf
- die Panzerbrigade 20 in Hemer
  - das Panzerbataillon 201 (gem.) in Hemer
  - das Panzergrenadierbataillon 202
  - das Panzerbataillon 203 in Hemer
  - das Panzerbataillon 204 in Ahlen
  - das Panzerartilleriebataillon 205 in Dülmen
  - die Panzerjägerkompanie 200 in Wuppertal (später Hemer)
  - die Panzerpionierkompanie 200 in Hemer
  - die Nachschubkompanie 200 in Unna
  - die Instandsetzungskompanie 200 in Unna
- die Panzerbrigade 21 in Augustdorf
  - das Panzerbataillon 211 (gem.) in Augustdorf
  - das Panzergrenadierbataillon 212 in Augustdorf
  - das Panzerbataillon 213 in Augustdorf
  - das Panzerbataillon 214 in Augustdorf
  - das Panzerartilleriebataillon 215 in Augustdorf
  - die Panzerjägerkompanie 210 in Augustdorf
  - die Panzerpionierkompanie 210
  - die Nachschubkompanie 210
  - die Instandsetzungskompanie 210 in Augustdorf
- das Artillerieregiment 7 in Dülmen
  - das Feldartilleriebataillon 71 in Dülmen
  - das Raketenartilleriebataillon 72 in Dülmen, seit 1981 in Wuppertal, Sicherungsbatterie (4./72) weiter in Dülmen
  - das Beobachtungsbataillon 73 in Dülmen
- Divisionstruppen:
  - das Flugabwehrregiment 7 in Borken
  - das Panzeraufklärungsbataillon 7 in Augustdorf
  - das Fernmeldebataillon 7 in Lippstadt
  - das Pionierbataillon 7 in Höxter
  - das Sanitätsbataillon 7 in Hamm
  - das Nachschubbataillon 7 in Unna-Königsborn
    - eine Nachschubausbildungskompanie in Ahlen
    - drei Geräteeinheiten in Münster-Handorf(4., 6. und 7. Kompanie)

  - das Instandsetzungsbataillon 7 in Unna-Königsborn
  - die Heeresfliegerstaffel 7 in Rheine-Bentlage und
  - das Heeresmusikkorps 7 in Düsseldorf
  - die ABC-Abwehrkompanie 7 in Höxter ab 1977 in Emden

### Nach Ende des Kalten Krieges 1990–2002
Durch die Verkleinerung der Streitkräfte nach dem Ende des Kalten Krieges büßte der Großverband rund ein Drittel seiner Soldaten ein und die Panzerbrigade 20 wurde 1993 aufgelöst. Nach der Fusion der 7. Panzerdivision mit dem Wehrbereichskommando III zum Wehrbereichskommando III / 7. Panzerdivision im Rahmen der Heeresstruktur 5 zog der Stab der Division 1994 nach Düsseldorf in die Reitzenstein-Kaserne um. Im Zuge der Umstrukturierungen wurde auch die Panzergrenadierbrigade 19 1994 aus dem Verband WBK III/7. Panzerdivision herausgelöst und der 1. Panzerdivision unterstellt, wurde jedoch bereits 1996 wieder in 7. Panzerdivision aufgenommen. Von 1994 bis 1996 kam auch die Panzerlehrbrigade 9, beheimatet in Munster unter das Kommando des Großverbandes. 2001 wurde die Panzerbrigade 14 „Hessischer Löwe“ der Division unterstellt. 2001 erfolgte zum 1. Juli die Trennung des Wehrbereichskommando III von der 7. Panzerdivision. Dabei wurde die Division dem Heeresführungskommando unterstellt. Kurzzeitig unterstand auch die Pionierbrigade 30 „Rhein-Weser“ der Division (bis 2002). Zuletzt unterstanden der Division die Panzerbrigade 14, die Panzerbrigade 21, das Fernmeldebataillon 820, das Panzeraufklärungsbataillon 5, eine Stabskompanie und das Heeresmusikkorps 7. Die Panzergrenadierbrigade 19 wurde 2002 aufgelöst. Als Krisenreaktionsdivision des Heeres war die 7. Panzerdivision im Falle eines NATO-Einsatzes dem multinationalen Krisenreaktionskorps der NATO (ARRC – Allied Command Europe Rapid Reaction Corps) zugeordnet. Der Division selbst unterstand dann die 10. Polnische Panzerkavalleriebrigade aus Świętoszów.

### Demobilisierung 2006
Am 13. Juni 2006 wurde die Division im Rahmen eines Großen Zapfenstreichs verabschiedet und am 30. Juni 2006 außer Dienst gestellt. Nachkommandos beendeten ihren Dienst in den Anlagen in Düsseldorf zum 30. September 2006. Die ihr unterstellten Einheiten wurden entweder aufgelöst, zu Geräteeinheiten umstrukturiert oder auf die Division Luftbewegliche Operationen (DLO) (z. B. die Panzerbrigade 14) und die Eingreifdivision / 1. Panzerdivision (z. B. die Panzerbrigade 21) aufgeteilt.
Die Truppenstärke der Division betrug in den 1980ern etwa 27.000 Soldaten, nach Ende des Ost-West-Konfliktes etwa 10.000. Die 7. Panzerdivision sicherte in Düsseldorf ungefähr 750 Arbeitsplätze, davon entfielen 150 auf den Divisionsstab. Die Liegenschaften sollen in absehbarer Zeit in eine zivile Nutzung – vornehmlich Wohnungsbau und Naherholung – überführt werden.
Ein Traditionsraum zur Erinnerung an die 7. Panzerdivision wurde am Standort der Panzerbrigade 21, die zur 1. Panzerdivision wechselte, in der Militärgeschichtlichen Sammlung „Lippische Rose“ in der Generalfeldmarschall-Rommel-Kaserne in Augustdorf eingerichtet.

### Einsätze
Am ersten Auslandseinsatz UNOSOM II der Bundeswehr waren etwa 70 Soldaten aus 29 Einheiten der Division beteiligt. 1996 verlegten rund 2000 Soldaten unter Kommando von Gert Gudera im Rahmen von IFOR auf den Balkan. Die Fortsetzung dieses Einsatzes unter dem SFOR Mandat erfolgte 1996 und 1997 unter Beteiligung der 7. Panzerdivision. Im Juni 1999 rückten die Panzerbataillone 33 und 214 in das Kosovo ein. 2000/2001 war die 7. Panzerdivision Leitdivision des KFOR Einsatzes. Ab Mai 2003 stellte die Division erneut Kontingente für KFOR und SFOR, aber auch ISAF in Afghanistan. Daneben nahm die Division an einer Beobachtermission im Sudan teil. 2005 war die Division letztmals Leitdivision eines multinationalen Einsatzes. Die Division war ab September 2005 beteiligt an den Einsätzen EUFOR, KFOR sowie ISAF. Nach der Rückkehr im März 2006 wurde die Division nach der Nachbereitung der Einsätze aufgelöst.

## Kommandeure
| Nr. | Name                                           | Beginn der Berufung | Ende der Berufung  |
| --- | ---------------------------------------------- | ------------------- | ------------------ |
| 18  | Generalmajor Wolf-Joachim Clauß                | 1. Oktober 2003     | 30. September 2006 |
| 17  | Generalmajor Jürgen Ruwe                       | 1. Juli 2000        | 30. September 2003 |
| 16  | Generalmajor Gert Gudera                       | 1. Oktober 1996     | 30. Juni 2000      |
| 15  | Generalmajor Götz Gliemeroth                   | 1. April 1993       | 30. September 1996 |
| 14  | Generalmajor Helmut Willmann                   | 1. Oktober 1990     | 31. März 1993      |
| 13  | Generalmajor Bernd Klug                        | 1. April 1986       | 30. September 1990 |
| 12  | Generalmajor Jörn Söder                        | 1. April 1984       | 31. März 1986      |
| 11  | Generalmajor Karl Erich Diedrichs              | 1. Oktober 1981     | 31. März 1984      |
| 10  | Generalmajor Horst Frickinger                  | 1. April 1980       | 30. September 1981 |
| 9   | Generalmajor Gottfried Greiner                 | 1. April 1978       | 31. März 1980      |
| 8   | Generalmajor Ferdinand von Senger und Etterlin | 1. Juli 1974        | 31. März 1978      |
| 7   | Generalmajor Eberhard Wagemann                 | 3. Juni 1971        | 30. Juni 1974      |
| 6   | Generalmajor Hermann Büschleb                  | 8. April 1971       | 2. Juni 1971       |
| 5   | Generalmajor Eike Middeldorf                   | 1. Oktober 1969     | 7. April 1971      |
| 4   | Generalmajor Karl-Theodor Molinari             | 1. Oktober 1966     | 30. September 1969 |
| 3   | Generalmajor Herbert Reidel                    | 1. Oktober 1964     | 30. September 1966 |
| 2   | Generalmajor Jürgen Bennecke                   | 1. April 1963       | 30. September 1964 |
| 1   | Generalmajor Willi Mantey                      | 1. Juni 1959        | 31. März 1963      |

In einem 16-seitigen Papier übten die Hauptleute von Unna Kritik an den Zuständen in der Bundeswehr. Es waren 30 Hauptleute und Kompaniechefs aus dem Bereich der 7. Panzergrenadierdivision, die sich 1971 kritisch zur Inneren Führung geäußert hatten.

## Verbandsabzeichen
Die Division führte einen gotischen Schild als Wappen. Es zeigt ein steigendes silbernes Ross (Westfalenpferd) auf rotem Grund. Das Ross und die Schildfarbe stehen für die Region Westfalen, in der die 7. westfälische Panzerdivision in Masse stationiert war. Die Panzerbrigade 21 führt dieses Motiv fort. Die silbern/schwarz geflochtene Umrandung deutet auf den Divisionsstatus hin.